# Raffaele Manari
Raffaele Manari (Carsoli, 21 aprile 1887 – Roma, 21 aprile 1933) è stato un presbitero, organista e compositore italiano.

## Biografia
Formatosi sotto la guida di Raffaele Casimiri e, in particolare per quanto riguarda l'organo, con Remigio Renzi, fu uno dei fondatori del Pontificio Istituto di Musica Sacra a Roma, del quale progettò ed inaugurò il grande organo Mascioni opus 438. Tra i suoi allievi sono degni di memoria in particolare Ferruccio Vignanelli e Fernando Germani. Dal 1920 sino alla morte fu organista presso la Basilica di San Giovanni in Laterano. Fu uno dei principali esponenti del cosiddetto Movimento Ceciliano.
La produzione organistica di Manari, anche a causa della prematura scomparsa, si compone di soli quattro titoli (Fantasia siciliana, Studio da concerto sulla "Salve Regina", Leggenda e Scherzo) ma queste quattro opere sono una monumentale testimonianza non solo della sua arte compositiva, ma anche di una personalità musicale veramente eccezionale, che si fondava su una conoscenza fino ad allora mai riscontrata negli organisti italiani delle radici classiche dell'organaria a livello internazionale. Egli conosceva alla perfezione tutti i maggiori organi storici europei non solo nella loro composizione fonica, ma anche nelle particolarità costruttive più intrinseche, così come era un attentissimo analizzatore dei grandi e moderni strumenti che venivano realizzati, soprattutto in Germania, nei primi decenni del Novecento. Manari aveva approfondito come nessun altro in Italia a quell'epoca la storia e l'evoluzione tecnico-fonica delle varie scuole organarie europee e fu forse il primo "filologo" dell'organo italiano; con la sua opera teorica e di insegnamento, testimoniata dai suoi scritti e dalle sue appassionanti lezioni, pose le prime basi per la rivalutazione della musica antica organistica italiana, seppur in un'ottica decisamente legata -e non poteva essere altrimenti- ad una situazione organaria nazionale appena uscita dai postumi della "Riforma" e dell'Adunanza Organistica di Trento, di cui lo stesso Manari fu uno dei principali artefici, ed ancora ben lontana da quei canoni di recupero filologico che si svilupperanno solo nel secondo dopoguerra.